# Hesperoptenus gaskelli
Hesperoptenus gaskelli är en fladdermusart som beskrevs av Hill 1983. Hesperoptenus gaskelli ingår i släktet Hesperoptenus och familjen läderlappar. IUCN kategoriserar arten globalt som otillräckligt studerad. Inga underarter finns listade i Catalogue of Life.
Denna fladdermus förekommer i ett mindre område på östra Sulawesi. Arten är bara känd från en enda individ som fångades på en skogsglänta.